# Flauti

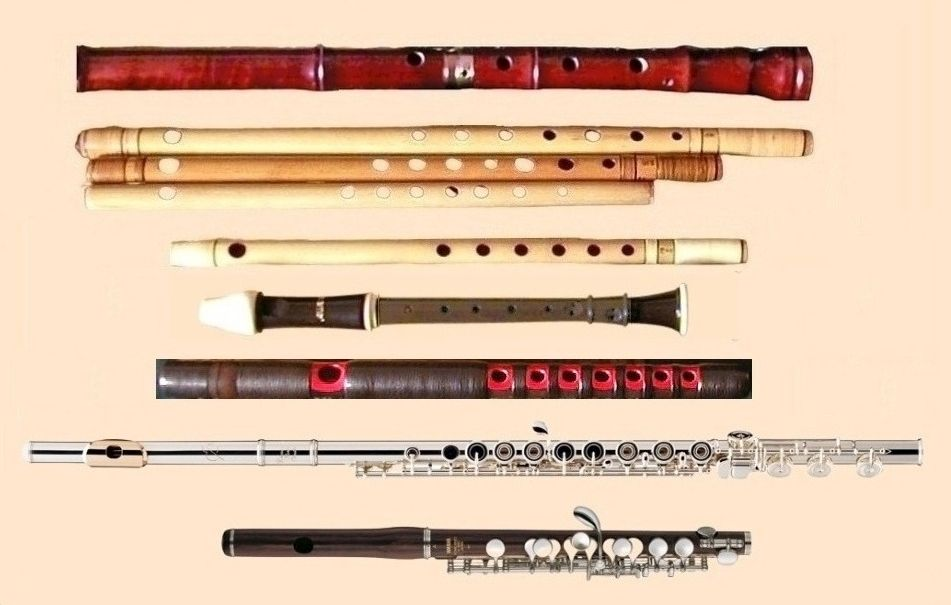
Differenti tipi di flauti, tra cui un flauto dolce, un flauto traverso e un ottavino (ultimo in basso)

I flauti, detti anche aerofoni labiali o aerofoni a imboccatura naturale, sono una famiglia di strumenti musicali appartenenti al gruppo dei legni.
A differenza di strumenti aerofoni simili come l'oboe o il clarinetto, i flauti non usano un'ancia, ma un labium, ovvero un "fischietto", oppure un semplice foro su cui si soffia trasversalmente.
L'attribuzione dei flauti alla famiglia dei legni deriva dal fatto che, fino al XIX secolo, la materia più usata per la loro costruzione era appunto il legno. Oggi i flauti traversi sono normalmente costruiti in metallo, mentre in legno vengono tuttora prodotti i flauti dritti; ci sono poi flauti, specialmente globulari, costruiti in altri materiali: un esempio sono le ocarine, fabbricate in terracotta.

## Origini e caratteristiche

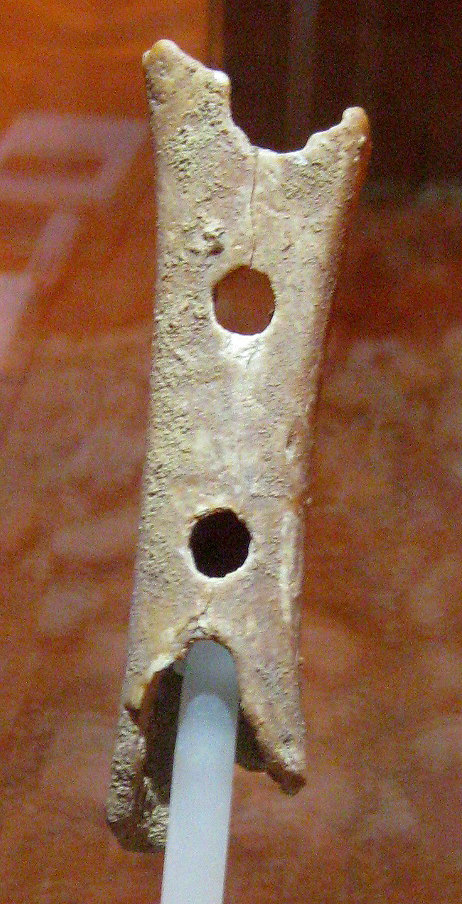
Il flauto di Divje Babe

Flauto in canna risalente al Nuovo Regno

Il flauto è lo strumento musicale più antico insieme alla cetra.
Il primo flauto ebbe la denominazione di "siringa" e nacque in Cina, ma il nome gli fu dato dai Greci per onorare l'omonima ninfa. Gli stessi inventarono poi il monaulo, il diaulo, il plagiaulo e il sambuco; gli Etruschi, invece, il subulo.

## Tipi di flauto
All'interno della famiglia dei flauti, si possono distinguere tre principali categorie: i flauti dritti, i flauti traversi e i flauti con imboccatura a un'estremità.

### Flauti dritti
Tra i vari flauti, i "flauti dritti", detti anche "flauti a becco", sono i più comuni; sono flauti diritti e a cavità aperta in cui si varia la lunghezza della colonna d'aria risuonante mediante l'apertura e la chiusura dei fori. Tuttavia, una definizione alternativa potrebbe essere "flauto a blocco" (dal tedesco Blockflöte) o, eventualmente, "flauto ad anima" (in tedesco Kern(spalt)flöte), ma di norma né l'una né l'altra espressione è usata in italiano.
Esempi sono: flauto dolce, flagioletto, tin whistle (o pennywhistle), fischietto, friscaletto. Rientrano nei flauti dritti anche l'ocarina e il corno di camoscio.

### Flauti traversi
I "flauti traversi"  sono invece caratterizzati dalla mancanza di un labium e dal fatto di essere tenuti "di traverso" .  i flauti traversi adottano chiavi per la chiusura dei fori di intonazione,  in cui i fori vengono normalmente chiusi direttamente tramite il polpastrello delle dita.
Esempi sono: ottavino, flauto soprano, flauto traverso, flauto d'amore, flauto contralto, flauto basso, flauto contrabbasso, flauto subcontrabbasso, flauto iperbasso, fiffaro, dizi, Irish flute.

### Flauti con imboccatura a un'estremità
I "flauti con imboccatura a un'estremità" (codice HS 421.11) mancano anch'essi del labium: l'esecutore soffia direttamente l'aria contro il bordo affilato all'estremità superiore aperta del flauto.
Esempi sono: pifilca, flauto di Pan.

## Uso storico
Gli Spartani ne fecero uso peculiare. Infatti, nell'esercito spartano il ritmo degli opliti era dettato dal suono del flauto, ritenuto più adatto di altri, a mantenere l'ordine e la concentrazione dei soldati in battaglia. Peraltro, lo stesso uso in battaglia ne facevano i Lidi.
È attestata la presenza di flautisti nell'antica Roma che presenziavano durante i sacrifici agli dèi.
Gaio Sempronio Gracco, fratello minore del più noto Tiberio, durante le proprie orazioni pubbliche, si faceva coadiuvare da un suonatore di flauto, cui accordare la propria voce a seconda del tono che doveva assumere l'orazione.